# Kościół św. Marii Magdaleny i św. Wojciecha w Lisewie Kościelnym
Kościół świętej Marii Magdaleny i świętego Wojciecha w Lisewie Kościelnym – rzymskokatolicki kościół parafialny należący do parafii pod tym samym wezwaniem (dekanat złotnicki archidiecezji gnieźnieńskiej).
Obecny kościół został wzniesiony w latach 1905–1907 według projektu Rogera Sławskiego z Poznania. W dniu 1 grudnia 1907 roku ksiądz prałat Alfred Poniniński uroczyście poświęcił nowo wybudowaną świątynię, natomiast kościół został konsekrowany w 1922 roku przez biskupa Stanisława Łukowskiego. W 2007 roku obchodzone były uroczystości jubileuszu 100-lecia świątyni pod przewodnictwem księdz arcybiskupa Henryka Muszyńskiego. W 2018 roku został wykonany remont dachu budwli, który rok wcześniej uszkodziła nawałnica.